# ウィルメル・ロペス
ウィルメル・ロペス（Wilmer López Arguedas、1971年8月3日 - ）は、コスタリカの元サッカー選手。元コスタリカ代表。ポジションはミッドフィールダー。

## 来歴
1993年にコスタリカ代表デビュー。2002 FIFAワールドカップ・北中米カリブ海予選・最終予選では8試合に出場、1位で3大会ぶりのワールドカップ出場権を獲得した。2002 CONCACAFゴールドカップでは全5試合に出場、準優勝した。2002 FIFAワールドカップでもグループステージ全3試合に出場した。2003年までに78試合に出場、5得点をあげた。

## 代表歴

### 出場大会
- コスタリカ代表
  - 2002 FIFAワールドカップ

### 試合数
- 国際Aマッチ 78試合 5得点（1993年-2003年）[1]

| コスタリカ代表 | 国際Aマッチ | 国際Aマッチ |
| 年             | 出場        | 得点        |
| -------------- | ----------- | ----------- |
| 1993           | 1           | 0           |
| 1994           | 0           | 0           |
| 1995           | 6           | 0           |
| 1996           | 10          | 1           |
| 1997           | 17          | 1           |
| 1998           | 4           | 2           |
| 1999           | 4           | 0           |
| 2000           | 7           | 1           |
| 2001           | 9           | 0           |
| 2002           | 13          | 0           |
| 2003           | 7           | 0           |
| 通算           | 78          | 5           |